# Komalíszvaran Sankár
Komalíszvaran Sankár (1963. június 10. –) indiai nemzetközi labdarúgó-játékvezető, foglalkozása banki tisztségviselő. Ő volt az első játékvezető, aki az indiai szubkontinensről érkezett, és részt vehetett világbajnoki labdarúgó mérkőzésen.

## Pályafutása

### Labdarúgó-partbíróként

#### Világbajnokság
Dél-Korea és Japán közösen rendezte a XVII., a 2002-es labdarúgó-világbajnokság döntő mérkőzéseit, ahol a FIFA jelen lévő Játékvezető Bizottsága három csoportmérkőzésen foglalkoztatta segítő partbíróként. Partbírói mérkőzéseinek száma: 3

#### Ázsia-kupa
2004-ben Kína adott otthont, a Ázsia-kupa labdarúgó tornának, ahol az AFC Játékvezető Bizottsága hét találkozón foglalkoztatta a működő játékvezető mellett segítő partbíróként. Partbírói mérkőzéseinek száma: 7

#### Konföderációs kupa
Szaúd-Arábia rendezte a 3., az 1997-es konföderációs kupadöntőt, ahol a jelen lévő FIFA Játékvezető Bizottsága három mérkőzésen tette lehetővé, hogy asszisztensként szolgálja a labdarúgást. Partbírói mérkőzéseinek száma: 3